# Hervé Lardic
Hervé Lardic (né le 13 février 1974 à Nanterre) est un musicien, chanteur, auteur-compositeur-interprète et rappeur français, mieux connu comme ancien membre du groupe Manau qui rencontre du succès, publié durant l'été 1998 avec la chanson La tribu de Dana, dans lequel il chante le refrain. Il est désormais producteur de musique et gère plusieurs artistes dans des registres pop, world music et RnB.

## Biographie
Lardic est originaire de Bretagne. Il commence l’accordéon au conservatoire à l‘âge de 7 ans., et fonde son premier groupe à 14 ans appelé Mean While avec lequel il joue approximativement 200 concerts et vend plus d'un millier d'albums. En 1997, alors âgé de 23 ans, il rencontre Cédric Soubiron, à cette période animateur sur Skyrock, et Martial Tricoche. Les trois inventent un nouveau genre musical qu'ils baptisent rap celtique. Ils signent au label Polydor et publient leur premier album. Dans le groupe, Lardic chante le célèbre refrain de la chanson La tribu de Dana,,. Il s'occupait de la composition des musiques et des chants, mais surtout des instruments (accordéon, clavier, basse). Le groupe est fréquemment diffusé à la radio française et atteint les classements musicaux. 
Avec le succès naissant, l'ambiance au sein du groupe change selon lui[réf. nécessaire], et il prend ses distances pour se lancer dans une carrière solo sous le nom de Air-V, en sortant en 1999 un album intitulé Un grand voyage dont un single La Nuit ma belle est diffusé à la télévision et en radio, mais dont les sonorités se rapprochent sans doute trop de son groupe précédent : « Je n'avais pas encore trouvé mon style. J'étais encore trop imprégné de Manau », explique-t-il.  Il croise Romain Albertin, qui lui confie le rôle de gardien de phare dans un spectacle musical intitulé Armorica terre de pêcheurs en 2008. Il compose de nombreuses musiques de publicité et de spectacles tout en commençant à produire des artistes. 
En 2009, Famille Trezen Productions voit le jour, crée le groupe Trezen et sort la même année un album concept intitulé Une nuit au Sexy Rock Dancing. Il voyage par la suite pendant trois ans et revient avec de nouvelles influences musicales.
En 2015, le premier artiste signé par le label est Iddir Salem, un chanteur kabyle étiqueté world music. En 2016, Rv Trezen revient sous le nom de Trezen avec une chanson en solo intitulée Ô ma belle,. En 2017, le label devient tout simplement Trezen Productions. En 2018, Trezen sortira son nouvel album solo.